# Suzuki Kenshiro
Kenshiro Suzuki (sinh ngày 20 tháng 3 năm 1996) là một cầu thủ bóng đá người Nhật Bản.

## Sự nghiệp câu lạc bộ
Kenshiro Suzuki đã từng chơi cho Kamatamare Sanuki.